# Fundamenta Mathematicae
Fundamenta Mathematicae là một tạp chí khoa học bình duyệt của lĩnh vực toán học với trọng tâm là nền tảng của toán học, tập trung vào bộ lý thuyết, logic toán học, cấu trúc liên kết và tương tác của nó với đại số, và hệ thống động lực. Ban đầu nó chỉ đề cập đến cấu trúc liên kết, lý thuyết tập hợp và nền tảng của toán học: đó là tạp chí chuyên ngành đầu tiên trong lĩnh vực toán học. Nó được xuất bản bởi Viện Toán học của Viện Hàn lâm Khoa học Ba Lan.

## Lịch sử
Tạp chí được Zygmunt Janiszewski nghĩ ra như một phương tiện để thúc đẩy nghiên cứu toán học ở Ba Lan. Janiszewski yêu cầu rằng, để đạt được mục tiêu của mình, tạp chí không nên buộc các nhà toán học Ba Lan phải gửi các bài báo viết riêng bằng tiếng Ba Lan và chỉ nên dành cho một chủ đề chuyên môn trong toán học: do kết quả của những yêu cầu này, Fundamenta Mathematicae trở thành tạp chí chuyên ngành đầu tiên trong lĩnh vực toán học.
Mặc dù thực tế là Janiszewski đã thúc đẩy sự phát triển của tạp chí trong một bài báo viết năm 1918, ông không sống quá lâu để xem vấn đề được xuất bản đầu tiên kể từ khi ông qua đời vào ngày 3 tháng 1 năm 1920. Wacław Sierpiński và Stefan Mazurkiewicz đảm nhận vai trò tổng biên tập. Tạp chí được xuất bản tại Warsaw. Ngay sau khi ra mắt ấn phẩm, các biên tập viên sáng lập đã được Kazimierz Kuratowski tham gia, và sau đó là Karol Borsuk.

## Trừu tượng hóa và lập chỉ mục
Tạp chí được tóm tắt và lập chỉ mục trong Chỉ số trích dẫn khoa học mở rộng, Scopus, và Zentralblatt MATH. Theo Báo cáo trích dẫn của Tạp chí, tạp chí có hệ số tác động năm 2016 là 0,609.